# Deutscher Herold (Versicherungsgruppe)

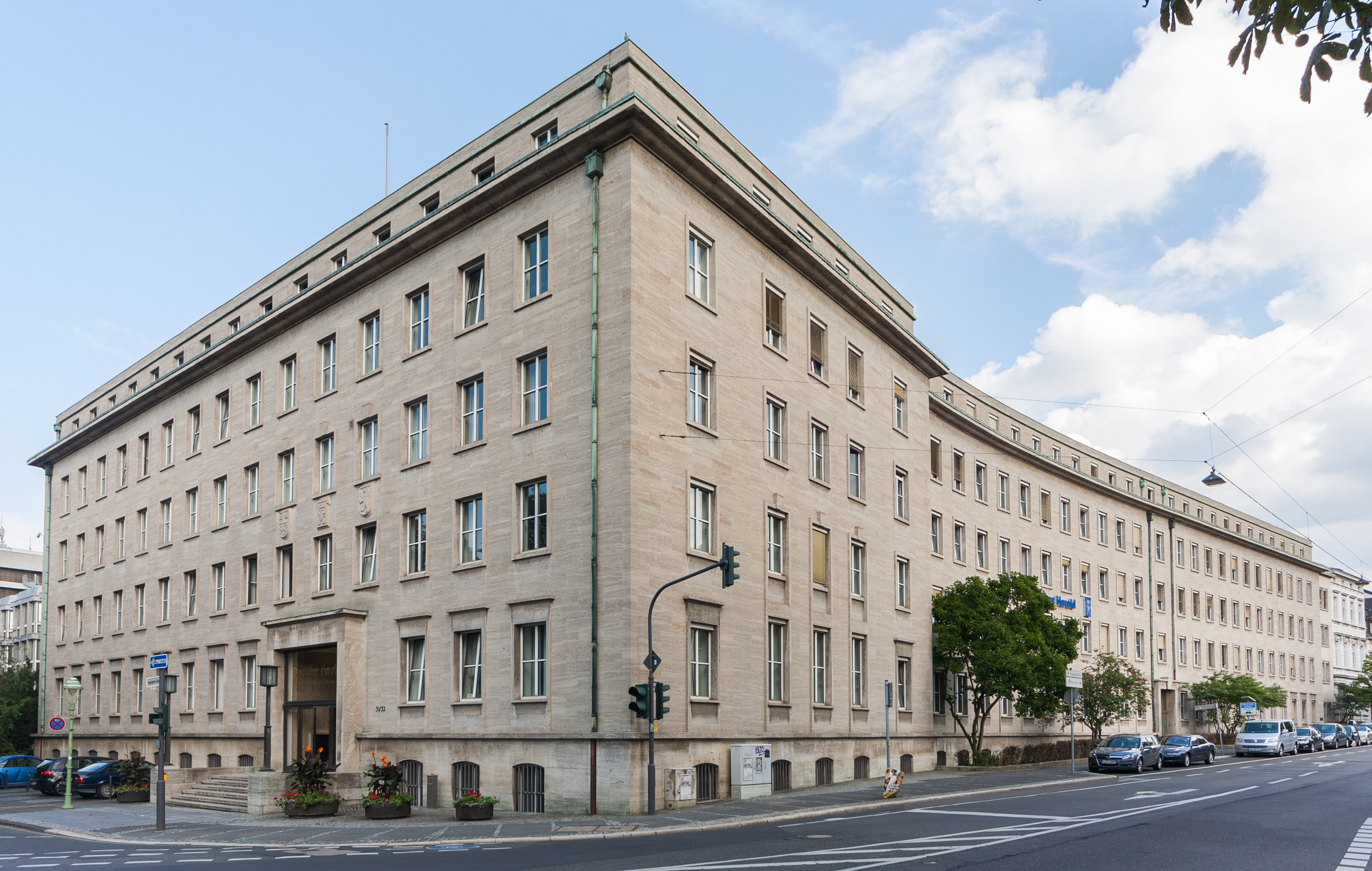
Hauptverwaltungsgebäude in Bonn, Ecke Poppelsdorfer Allee/Bonner Talweg

Die Deutscher Herold Versicherungsgruppe war ein deutscher Versicherungskonzern. Das 1922 gegründete Unternehmen ging 2006 in der Zurich Gruppe Deutschland auf, nachdem die Zurich Insurance Group – damals unter dem Namen Zurich Financial Services – bereits 2002 die Mehrheit des Unternehmens übernommen hatte. Der Name blieb im neuen Unternehmen teilweise erhalten, da einerseits die Lebensversicherungssparte in der Zurich Deutscher Herold Lebensversicherung AG geführt und andererseits die Vertriebsmarke Zurich Deutscher Herold genutzt wird.

## Geschichte und Hintergrund
Der Deutsche Herold wurde am 15. Januar 1922 in Berlin vom dortigen Verband der Bestattungsunternehmer unter dem Namen Deutscher Begräbnis-Versicherungsverein als Versicherungsverein auf Gegenseitigkeit gegründet, um die Kosten für die Bestattung als Versicherungsleistung zu ermöglichen. Dabei wirkten die Bestattungsunternehmen einerseits als Agenturen, andererseits erbrachten sie die Versicherungsleistungen in Form der Bestattung. Generaldirektor des neu gegründeten Unternehmens wurde Herbert Worch als Geschäftsführer des Verbandes der Bestattungsunternehmer. Drei Jahre später erweiterte das Unternehmen die angebotenen Leistungen um Lebensversicherungen, in der Folge benannte es sich in Deutscher Begräbnis- und Lebens-Versicherungsverein a.G. Deutscher Herold um. Ab 1927 firmierte das Unternehmen als eine Aktiengesellschaft. Nach der Übernahme der Spandauer Lebensversicherung zwei Jahre später erfolgte die Umbenennung in Deutscher Herold Volks- und Lebensversicherung AG und gemessen an der Größe des Versicherungsbestandes gehörte die Gesellschaft zu den fünf größten Versicherungen Deutschlands.
Nach dem Zweiten Weltkrieg siedelte das Unternehmen unter der Leitung von Worch nach Westdeutschland um und nutzte ab 1947 Bonn als Firmensitz, wo es 1949/50 an der Ecke Poppelsdorfer Allee/Bonner Talweg ein neoklassizistisches Bürogebäude als Hauptverwaltung errichten ließ. 1950 übernahm die Gesellschaft, welche bereits ab 1926 Sachversicherungen vermittelt hatte, mit der Hamburger Allgemeine-Versicherung ein Sachversicherungsunternehmen als Tochtergesellschaft. Unter dem Namen Deutscher Herold Allgemeine-Versicherung bediente die Gruppe fortan auch diesen Geschäftszweig. 1953 starb Worch und sein Schwiegersohn Willy Günther übernahm die Leitung der in Familienbesitz befindlichen Versicherungsgruppe. Insbesondere mit einigen Innovationen des Vorstandsmitglieds und Chefmathematikers Bernhard Graewe stärkte das Unternehmen zu Beginn der 1970er Jahre seine Position im deutschen Versicherungsmarkt und rangierte Anfang 1976 als siebtgrößter Lebensversicherer.
Nach dem Tod Günthers 1976 geriet die Deutscher Herold Versicherungsgruppe in Turbulenzen. Einerseits belastete beinahe in den Konkurs des Gesamtkonzern führendes Missmanagement beim 1976 neu gegründeten Rückversicherer die Gruppe, andererseits taten sich einige Mitglieder des zeitweise zerstrittenen Vorstands mit Fehlentscheidungen mit teilweise deutlichen finanziellen Auswirkungen hervor. Dies gipfelte 1984 in einer Schadenersatzklage gegen den ehemaligen Aufsichtsratsvorsitzenden Gerhard Kausch, dem Vernachlässigung seiner Aufsichtsverpflichtungen im Konzern zur Last gelegt wurde.

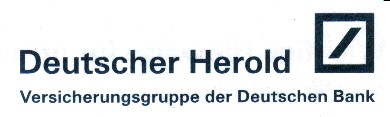
Logo der Deutscher Herold Versicherungsgruppe nach Übernahme der Mehrheit durch die Deutsche Bank

Älteres Logo der Deutscher Herold Versicherungsgruppe

Anfang September 1992 stieg die Deutsche Bank, die wenige Jahre zuvor mit der db-Leben eine eigene Versicherungsgesellschaft gegründet hatte, als Großaktionär mit einem Anteil von 56 Prozent beim Deutschen Herold ein. Zeitgleich vereinbarten die beiden Unternehmen eine wechselseitige Kooperation, wonach über die jeweilige Vertriebsstruktur Produkte des anderen Unternehmens angeboten wurden. Der Vorstandsvorsitzende Hans Dieter Ritterbex wurde in der Folge mit der Koordination der Versicherungsaktivitäten der Deutschen Bank betraut. Im Juni 1993 übernahm schließlich der Deutsche Herold die db-Leben als Tochterunternehmen, zudem wurden Tochtergesellschaften für Kranken- und Rechtsschutzversicherungen gegründet. In diesem Zusammenhang stockte die Deutsche Bank ihren Anteil auf über 65 Prozent auf. Zwar wuchs die Gesellschaft in den folgenden Jahren teilweise stärker als der Marktdurchschnitt, dennoch stieß Ritterbex 1997 ein Restrukturierungsprogramm mit großem Stellenabbau an. Zwischenzeitlich hatte die Deutsche Bank knapp 75 Prozent an der Versicherungsgruppe übernommen, die stark vom Vertrieb der Bank und insbesondere ihrer Tochter Deutsche Bank 24 profitierte und im Gegenzug insbesondere in Fonds der Tochter DWS investierte. Im März 2000 standen die Verhandlungen zwischen der Deutschen Bank und der Dresdner Bank über einen Zusammenschluss kurz vor dem Abschluss, der Deutsche Herold hätte in diesem Zusammenhang an die Allianz übergehen sollen. Letztlich scheiterten jedoch die Fusionsverhandlungen.
Im September 2001 bestätigte die Deutsche Bank Verhandlungen mit der Zurich Financial Services über die Übernahme des Deutschen Herold. Nach wenigen Tagen war das Geschäft perfekt und die Gesellschaften wurden vom Schweizer Konzern übernommen. Im Herbst 2006 vollzog die Zurich Gruppe Deutschland die Integration der Rechtsträger, die bis dato eigenständig am Markt operierenden Tochtergesellschaften wurden rückwirkend zum 1. Januar 2006 mit den Zurich-Tochtergesellschaften Zurich Versicherung AG bzw. Zurich Lebensversicherung AG zusammengeführt und damit mit den formalen Rechtsträger-Bezeichnungen unter der Marke Zurich fortgeführt.
Auch nach der Übernahme nutzte die Zurich die vormaligen Geschäftsgebäude der Zentrale des Deutschen Herolds in Bonn. Im Januar 2015 kündigte die Versicherung jedoch an, die Standorte in Köln und Bonn zusammenzulegen und hierfür ein neues Firmengebäude in Köln errichten sowie die sanierungsbedürftigen bisher genutzten Gebäude veräußern zu wollen. 2016 wurde das Areal inklusive der Gebäude an Corpus Sireo veräußert, im Dezember 2018 der einen Teilabriss vorsehende Bebauungsplan seitens der Stadt Bonn beschlossen. Nach dem Auszug des Versicherungsunternehmens Ende 2019 begannen im Mai 2020 die Bauarbeiten.